# Zeitschrift für Ostmitteleuropa-Forschung

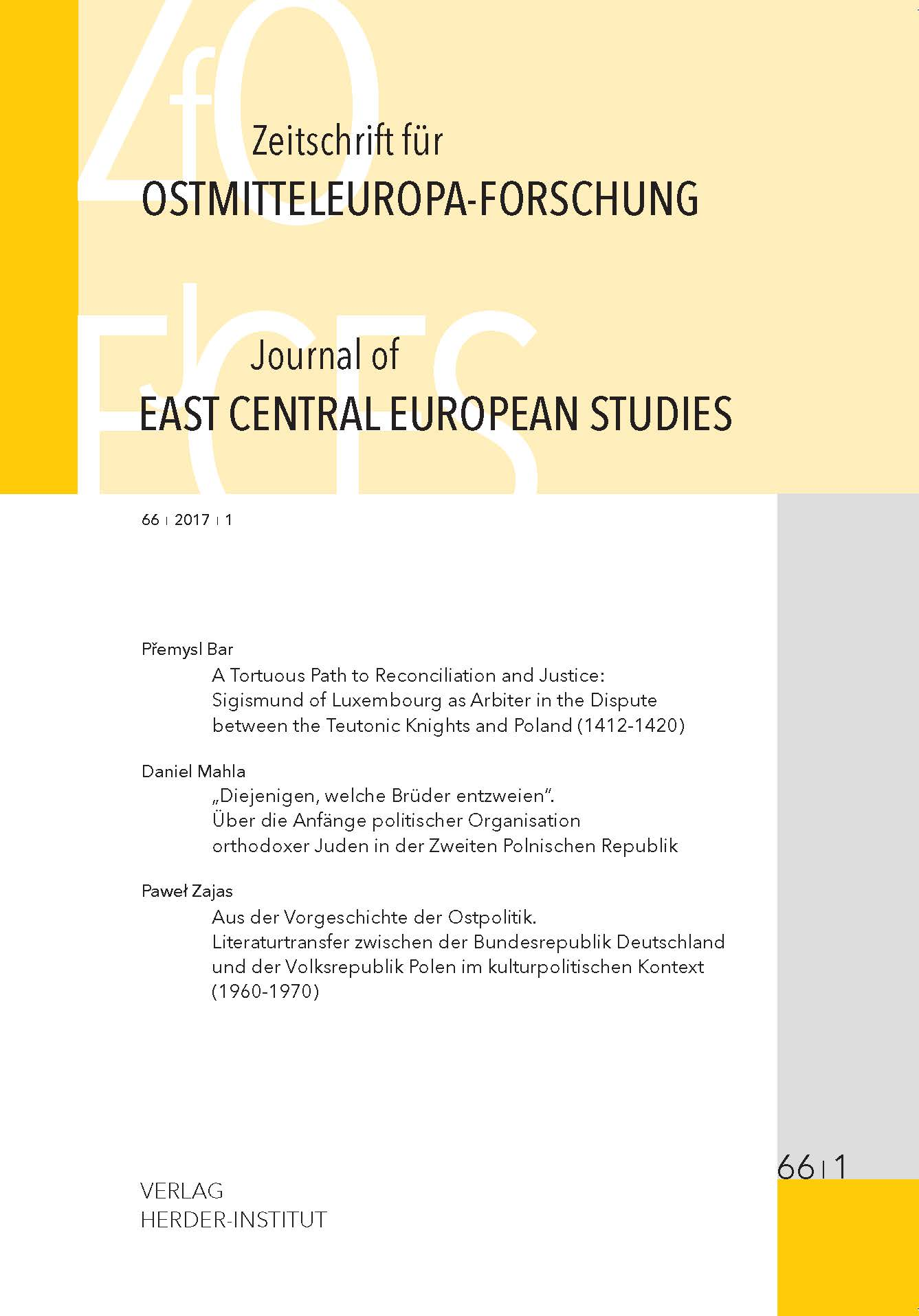
Zeitschrift für Ostmitteleuropa-Forschung/Journal of East Central European Studies

Zeitschrift für Ostmitteleuropa-Forschung/Journal of East Central European Studies (ZfO/JECES – Czasopismo do Badań Europy Środkowo-Wschodniej) – kwartalnik naukowy poświęcony historii i kulturze Europy Środkowo-Wschodniej, wydawany w językach niemieckim i angielskim. Czasopismo redagowane jest przez historyków na zlecenie Instytutu Badań Historycznych nad Europą Środkowo-Wschodnią im. Herdera w Marburgu.
ZfO powstało w roku 1952 pod nazwą „Zeitschrift für Ostforschung” („Czasopismo do Badań Wschodnich”) i było wydawane przez Hermanna Aubina, Herberta Schlengera oraz Ericha Keysera na zlecenie Rady im. Johanna-Gottfrieda-Herdera. Do roku 1969 ukazywało się ono w wydawnictwie Elwert w Marburgu. W roku 1994 kwartalnik przeszedł z rąk Rady do spraw Badań Naukowych na rzecz Instytutu im. Herdera, natomiast rok później otrzymał swoją aktualną nazwę.
Artykuły ZfO traktują o krajach takich jak Polska, Czechy, Słowacja, Białoruś, Łotwa, Estonia, Węgry oraz rosyjski Obwód królewiecki. Oprócz artykułów i opracowań naukowych czasopismo obejmuje także recenzje oraz sprawozdania ze stanu badań. Ponadto do dwóch razy w roku ukazują się zeszyty tematyczne, w ramach bieżącego numeru czasopism, które każdorazowo zestawiane są gościnnie przez uznanych wydawców. W poprzednich dekadach publikowane były również wybiórcze bibliografie dotyczące historii poszczególnych krajów, jak i nekrologii i sprawozdania z konferencji.
Podczas gdy w pierwszych dziesięcioleciach redakcja czasopisma pozostawała w tradycji niemieckich studiów wschodnich, obecnie wydawcy ZfO stawiają sobie za cel historiograficzne odzwierciedlenie różnorodności tego regionu, rezygnując tym samym z koncentrowania się wyłącznie na niemieckim wkładzie w kształtowanie historii Europy Środkowo-Wschodniej.
Opinia na temat artykułów publikowanych w ZfO wydawana jest w ramach double blind Peer-Review. Recenzje publikowane są również dodatkowo na stronie internetowej Instytutu im. Herdera, jak i na portalach recensio.net, Clio-online oraz sehepunkte.

## Rada Redakcyjna
- Hans-Jürgen Bömelburg, Gießen
- Karsten Brüggemann, Tallinn
- John Connelly, Berkeley
- Peter Haslinger, Marburg – Gießen
- Heidi Hein-Kircher, Marburg
- Kerstin S. Jobst, Wien
- Jerzy Kochanowski, Warszawa
- Claudia Kraft, Siegen
- Christian Lübke, Leipzig
- Małgorzata Mazurek, New York
- Eduard Mühle, Münster
- Alvydas Nikžentaitis, Vilnius
- Ralph Tuchtenhagen, Berlin
- Anna Veronika Wendland, Marburg